# Bremer Numismatische Gesellschaft
Die Bremer Numismatische Gesellschaft ist ein Bremer Verein, der sich mit der Geschichte des Geldes befasst.

## Geschichte
Der Verein wurde im November 1951 als Arbeitsgemeinschaft von Karl-Heinz Buhse und einigen seiner Münzfreunde gegründet und erhielt im Sommer des Folgejahrs seinen jetzigen Namen. 1961 hatte der Verein etwa 60 und 2001 um 100 Mitglieder. Der Verein ist Mitglied im Dachverband der Deutschen Numismatischen Gesellschaft.

## Aufgaben
Der Verein beschäftigt sich mit allen Bereichen der Geldgeschichte, von der Antike über das Mittelalter bis in die Neuzeit, setzt aber einen besonderen Schwerpunkt bei der Bremer Geldgeschichte. Neben regelmäßigen Treffen mit Fachvorträgen, werden auch Sammlertreffen veranstaltet. Mit der Buchreihe Bremer Beiträge zur Münz- und Geldgeschichte publiziert der Verein seit 1997 Aufsatzbände. Der 2014 erschienene 9. Band trug den Titel Deutsche Geldgeschichte  – dargestellt am Beispiel Bremens und wurde von Oliver A. Bongartz verfasst. 2021 wurde der 12. Band der Reihe veröffentlicht. Die Aufsätze der Buchreihe beschäftigen sich nicht nur mit Geld, sondern auch mit Geldersatzmitteln.